# Buck (cóctel)
Buck (/bʌk/, «macho») o Mule (/mjul/, «mula») son nombres que hacen referencia a los cócteles que contienen Ginger ale o cerveza de jengibre, algún cítrico (jugo de lima, de limón...) y alguna bebida alcohólica extra. Tiene su origen en el Buck's Fizz, que además es un cóctel tipo Fizz. Otra teoría que se cuenta es que el nombre surgió cuando al cóctel Horses Neck (cerveza de jengibre y limón) se le agregó whisky, por lo que el «caballo» se hacía «macho» (buck). Otros cócteles de la familia de bucks son el Moscow Mule, el Tequila Buck o el Gin-Gin Mule.

## Cócteles
Entre los bucks, se incluyen:
- Whisky Buck (Bourbon Buck o Scotch Buck)
- Gin Buck, también conocido como Ginger Rogers (por de la actriz del mismo nombre) o London Buck.
- Buck irlandés, que contiene whisky irlandés.[3]
- Buck de ron, también llamado Buck de Barbados o Buck de Jamaica para indicar el origen del ron. Si se agrega lima a un Dark 'N' Stormy se está creando un Buck de ron.
- Buck de Shanghái, hecho con ron blanco.
- Buck de vodka o Moscow Mule, inventado en Los Ángeles (EE. UU.), y en gran parte responsable de la popularidad del vodka en los Estados Unidos desde la década de 1940 hasta la década de 1960.  También existen variantes con brandy y otros licores. A estos se le suele añadir algún jarabe (syrup), diferentes tipos de jugo, jengibre fresco, menta y otros tipos de garnish.

## En la cultura popular
- En el episodio Bali H'ai de la 2ª temporada de Better Call Saul, Schweikart, un socio fundador de la firma opositora de Kim Wexler, la invita a un almuerzo exclusivo para reclutarla, pide un Moscow Mule en taza de cobre y le ofrece uno a Wexler. Ella rechaza tanto la bebida a la que califica de vintage, como la oferta de trabajo, pero reconoce tácitamente el mensaje de Schweikart de que la libertad de beber durante un almuerzo de trabajo simboliza la mayor oferta de libertad de la empresa para «extender sus alas», en una empresa diferente al entorno restrictivo y poco solidario de HHM. Más tarde esa noche, Kim se pide un Moscow Mule en un bar, y luego llama a Jimmy para ayudarla a vencer a una mujer que la está atacando.[4]

- En el álbum Un verano sin ti el artista Bad Bunny incluye una canción titulada Moscow Mule, en referencia al trago.